# Зубатый эпигонус
Зубатый эпигонус, или атлантический эпигонус (лат. Epigonus denticulatus)  — вид лучепёрых рыб из семейства большеглазовых (Epigonidae). Впервые описан в 1950 году французским ихтиологом Рене Дьюзейдом (фр. René Dieuzeide).

## Описание
Максимальная зарегистрированная длина 20 см. Питается планктонными беспозвоночными и мелкими рыбами.

## Распространение

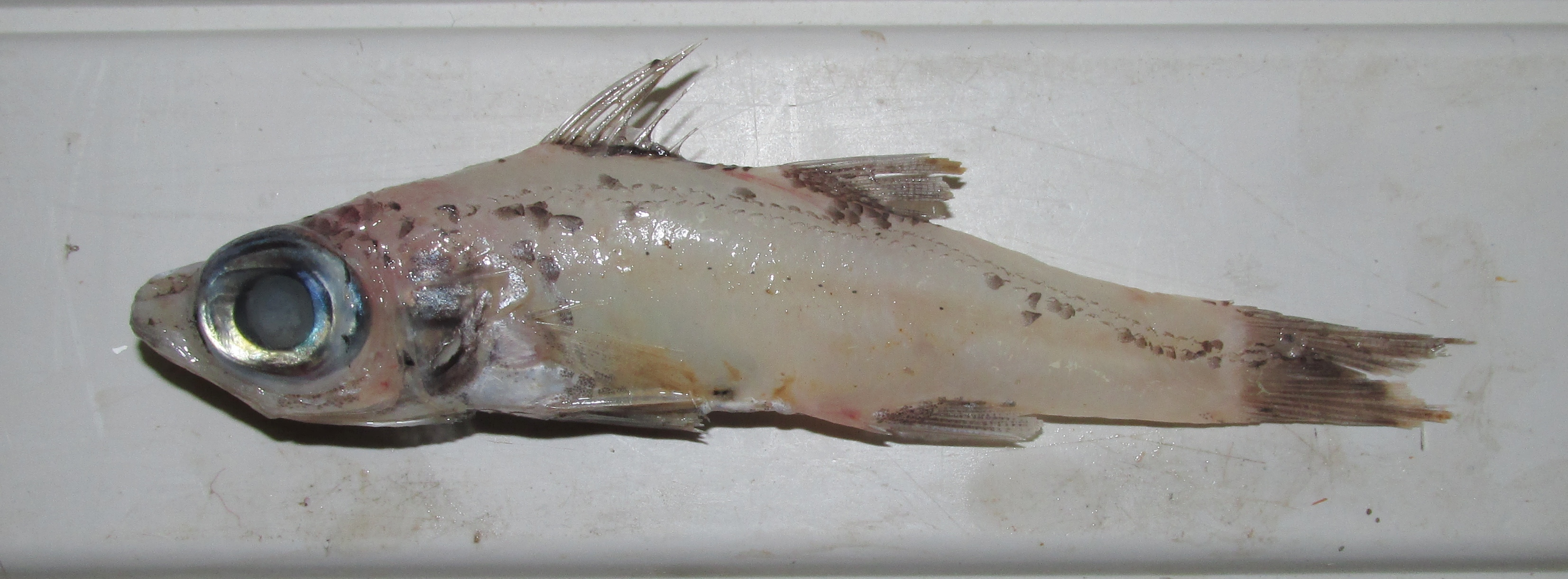
Зубатый эпигонус

Обитает на глубине 130—830 метров, чаще 300—600 метров.
Космополитический вид. Западная Атлантика: Мексиканский залив и Карибское море. Восточная Атлантика: вдоль западного побережья Африки до южной оконечности континента, а также от западного Средиземного моря до южной части Адриатического моря. Индийский океан: акватория Реюньона. Западная Пацифика: юго-западное побережье Японии, южная Австралия и восточная часть Новой Зеландии. Центральная Пацифика: акватория Гавайского хребта.
Является доминирующим видом на гайоте Коко в Тихом океане.

## Взаимодействие с человеком
Промысловая рыба, например, в России относится к рыбам, в отношении которых осуществляется рыболовство. 